# Juliana Viana Vieira
Juliana Viana Vieira (* 23. September 2004 in Teresina) ist eine brasilianische Badmintonspielerin. 

## Karriere
Juliana Viana Vieira siegte 2021 bei den Südamerikameisterschaften und 2022 bei den Südamerikaspielen. 2024 startete sie bei den Olympischen Spielen in Paris. Im Dameneinzel schied sie dabei schon in der Vorrunde aus.

## Erfolge

### Panamerikaspiele
Damendoppel
| Jahr | Ort                                      | Partner    | Gegner            | Ergebnis    | Resultat |
| ---- | ---------------------------------------- | ---------- | ----------------- | ----------- | -------- |
| 2023 | Olympic Training Center, Santiago, Chile | Sânia Lima | Annie Xu Kerry Xu | 7–21, 18–21 | Bronze   |

### Südamerikaspiele
Dameneinzel
| Jahr | Ort                                     | Gegner     | Ergebnis     | Resultat |
| ---- | --------------------------------------- | ---------- | ------------ | -------- |
| 2022 | Estadio León Condou, Asunción, Paraguay | Sâmia Lima | 21–14, 21–10 | Gold     |

Damendoppel
| Jahr | Ort                                     | Partner    | Gegner                    | Ergebnis     | Resultat |
| ---- | --------------------------------------- | ---------- | ------------------------- | ------------ | -------- |
| 2022 | Estadio León Condou, Asunción, Paraguay | Sânia Lima | Jaqueline Lima Sâmia Lima | 26–24, 21–13 | Gold     |

### Südamerikameisterschaften
Dameneinzel
| Jahr | Ort                                    | Gegner         | Ergebnis            | Resultat |
| ---- | -------------------------------------- | -------------- | ------------------- | -------- |
| 2021 | Ginásio Univille, Joinville, Brasilien | Jaqueline Lima | 18–21, 21–18, 21–13 | Gold     |

### Juniorenpanamerikaspiele
Dameneinzel
| Jahr | Ort                                                   | Gegner      | Ergebnis   | Resultat |
| ---- | ----------------------------------------------------- | ----------- | ---------- | -------- |
| 2021 | Pacific Valley Events Center, Yumbo, Valle, Kolumbien | Rachel Chan | 8–21, 9–21 | Bronze   |

### BWF International Challenge/Series
Dameneinzel
| Jahr | Wettbewerb                  | Gegner             | Ergebnis            | Resultat |
| ---- | --------------------------- | ------------------ | ------------------- | -------- |
| 2021 | Brazil International        | Jaqueline Lima     | 14–21, 25–23, 21–15 | Sieger   |
| 2021 | Santo Domingo International | Sâmia Lima         | 21–9, 21–17         | Sieger   |
| 2021 | El Salvador International   | Ishika Jaiswal     | 19–21, 17–21        | Finalist |
| 2022 | Brazil International        | Vanessa García     | 21–13, 21–14        | Sieger   |
| 2022 | Peru Future Series          | Haramara Gaitán    | 21–16, 21–16        | Sieger   |
| 2023 | Santo Domingo International | Sâmia Lima         | 21–7, 21–3          | Sieger   |
| 2023 | El Salvador International   | Disha Gupta        | 21–12, 21–11        | Sieger   |
| 2024 | Peru International          | Chloe Hoang        | 21–16, 21–12        | Sieger   |
| 2024 | El Salvador International   | Yevheniia Kantemyr | 21–10, 21–14        | Sieger   |
| 2024 | Canadian International      | Michelle Li        | 21–18, 14–21, 21–17 | Sieger   |

Damendoppel
| Jahr | Wettbewerb                  | Partner    | Gegner                    | Ergebnis     | Resultat |
| ---- | --------------------------- | ---------- | ------------------------- | ------------ | -------- |
| 2023 | Santo Domingo International | Sânia Lima | Jaqueline Lima Sâmia Lima | 21–16, 24–22 | Sieger   |